# Operation Proposal

Operation Proposal est une série télévisée sud-coréenne, diffusée entre le 8 février et 29 mars 2012 les mercredis et jeudis à 20h45, composée de 16 épisodes.  Ce drama est un remake du drama japonais Operation Love qui a été diffusé sur Fuji TV en 2007,.

## Synopsis
Kang Baek-ho et Ham Yi-seul sont les meilleurs amis du monde depuis l'école primaire. Baek-ho n'a jamais reconnu son attirance pour son amie, ignorant que celle-ci était elle aussi amoureuse de lui depuis plus de 20 ans. Lors de la cérémonie de mariage de cette dernière, Baek-ho regrette de ne jamais avoir avoué son amour. C'est alors qu'un chef d'orchestre mystérieux apparaît soudainement et lui offre une seconde chance de gagner le cœur de Yi-seul... Baek-ho voyage alors dans le passé pour assister à divers événements de leur vie dans l'espoir de changer le résultat de leur relation. Mais changer l'avenir n'est pas aussi facile qu'il y paraît.

## Distribution
- Yoo Seung-ho : Kang Baek-ho
- Park Eun-bin : Ham Yi-seul
- Go Kyung-pyo : Song Chan-wook
- Park Young-seo : Joo Tae-nam
- Kim Ye-won : Yoo Chae-ri
- Lee Hyun-jin : Kwon Jin-won
- Lee Doo-il : Jo Kook-dae
- Park Jin-joo : Jo Jin-joo
- Kim Tae-hoon : Kang Jin-woo
- Joo Jin-mo : Ham Sung-hoon
- Lee Eung-kyung : Oh Jung-rim
- Go In-beom : Oh Tae-beom
- Moon Chun-shik : Yoo Byul-nam